# 恩多拉
恩多拉是非洲南部國家贊比亞的第三大城市，也是銅帶省的首府以及工商业中心，距離與剛果民主共和國接壤的邊境10公里，建城於1904年，海拔1,304米，是該地區的工業和商業中心，2022年人口627,503。为卢萨卡和基特韦之后的第三人口大城。

## 历史
现今恩多拉地区最早的居民是由契瓦拉大酋长领导的兰巴族人。约1600年，兰巴人从卢巴-隆达王国迁徙至此。恩多拉镇曾一度归穆希利酋长管辖，现由契瓦拉酋长统治——这位酋长是在马拉维奴隶贸易时期来到兰巴领地的。"恩多拉"之名源自当地河流，该河发源于卡洛科山，最终汇入卡富布河。
恩多拉在20世纪初被建立，最初只是作为行政据点和贸易站，由此奠定了其作为行政与商业中心的基础。
1907年，罗德西亚铁路干线延伸至该镇，开通了南至布拉瓦约的客运服务，并可转接开普敦线路。这条铁路后来延伸至刚果民主共和国境内，最终连接本格拉铁路通往大西洋沿岸的洛比托港（该港口曾长期承担赞比亚铜矿出口运输，近年因铁路关闭一度中断，现恢复运营）。恩多拉作为铁路枢纽，由此发展成为全国物资集散中心。在1930年代公路网建成前，从恩多拉通往卢阿普拉河畔卡帕拉拉的小道，加上由此经水路至钱贝西河的运输线，构成了北方省的主要贸易通道，使该地区成为恩多拉的腹地。
1961年，一架载有联合国要员的飞机在恩多拉郊外坠毁，遇难者包括第二任秘书长达格·哈马舍尔德。

## 工业

### 工业历史
作为赞比亚昔日的最大工业中心，恩多拉曾拥有众多重要工业设施，包括路虎汽车装配厂、邓禄普轮胎制造厂、强生公司以及联合利华等企业。然而在1980至2000年间，当地经济严重萎缩。如今城内随处可见废弃的厂房，服装制造、汽车组装等许多原有产业已彻底消失。虽然"鬼城"的称号已不再适用，但恩多拉至今仍未重现1980年代前的经济辉煌。

### 矿业精炼
恩多拉市区虽无矿山，但距离市中心东南仅10公里处便是布瓦纳-姆库布瓦露天矿场。在停产前，铜带省其他地区出产的铜及贵金属都会运至恩多拉，在当地铜冶炼厂和贵金属精炼厂进行加工。由于铜出口占赞比亚外汇收入的70%-80%，这座城市对国家经济具有举足轻重的作用。
恩多拉的因登尼炼油厂为全国供应成品油。该厂1999年遭遇严重火灾后，于2001年完成修复。通过子公司恩多拉能源有限公司，GL非洲能源公司向赞比亚国家电网提供105兆瓦电力，其发电燃料全部来自因登尼炼油厂提供的重油。

### 商业
恩多拉是赞比亚国家级报纸《赞比亚时报》及其印刷企业Printpak的所在地，这两家机构现合并为TimesPrintpak公司。此外，由天主教会运营的商业印刷企业Mission Press也设址于此。

### 石灰岩
恩多拉拥有储量巨大的石灰岩资源，其品质居于世界前列 。石灰岩对恩多拉经济的意义，犹如铜矿之于赞比亚全国，成为财富与就业的重要来源（石灰是水泥生产的主要原料，每生产100公斤水泥需消耗超过80公斤石灰岩，水泥厂通过加工石灰岩可生产石灰质水泥）。
1974至2009年间，恩多拉东南约5公里处的奇兰加水泥公司恩多拉工厂（Chilanga Cement, Ndola Works）曾供应全国超50%的水泥需求。其母公司奇兰加水泥股份有限公司在赞比亚运营两家工厂：1949年建于奇兰加的总厂（母公司因此得名）与1969年建的恩多拉分厂。2008年，新控股公司拉法基赞比亚水泥在奇兰加建成产能翻倍的新厂，但直至2009年中旬新厂仍在提升产能，恩多拉工厂仍是地区水泥产业的重要支柱。得天独厚的石灰岩储量加之贯穿恩多拉的交通基础设施，使该市持续吸引水泥生产及相关产业投资。
2008年，第二家水泥厂启动建设 。2009年6月，该新厂启动最后阶段的全国性人员招募。
该地区另一重要石灰岩加工企业是恩多拉石灰公司（Ndola Lime）——赞比亚唯一的石灰生产商。其厂区毗邻两家水泥厂，产品既供应矿业也满足农户对农用石灰的需求。这家由ZCCM投资控股公司全资持有的企业，是赞比亚政府通过国有控股公司参与矿业及重工业投资的重要载体。

## 外部連結
- MSN  Map - elevation = 1304m[永久]

12°58′S 28°38′E / 12.967°S 28.633°E
1. ↑  . 24 November 2016  [2019-01-04]. （原始内容存档于2019-01-04）.
2. ↑  Britannica,
Ndola 的存檔，存档日期2019-12-14., britannica.com, USA, accessed on June 30, 2019
3. ↑  BBC World Service Website: "The last shirt maker in Ndola". 的存檔，存档日期2005-09-15. David Lyon, 22 May 2004. Accessed 18 March 2007.
4. ↑  . www.glaenergy.com.   [2017-04-05]. （原始内容存档于2017-04-06）.
5. ↑  . www.glaenergy.com.   [2017-07-07]. （原始内容存档于2019-04-16）.
6. ↑  . 15 June 2020.
7. ↑  . 27 April 2007  [17 December 2017]. （原始内容存档于22 May 2017）.